# 天溷一
鯨魚座21，又名BD-09 181，HD 5268、SAO 129019、HR 255，是鯨魚座的一颗恒星，视星等为6.16，位于銀經125.17，銀緯-71.6，其B1900.0坐标为赤經0h 49m 14.8s，赤緯-9° -71.6′ 55″。